# تولامولول
تولامولول (انگلیسی: Tolamolol) یک آنتاگونیست گیرنده بتا آدرنرژیک است.